# Таможенный союз между Европейским союзом и Турцией
Таможенный союз между Европейским союзом и Турцией — таможенный союз, созданный 31 декабря 1995 года между Европейским союзом (ЕС) и Турцией решением Совета ассоциации ЕС-Турция (создан по договору 1963 года), принятым 6 марта 1995 года и вступившим в силу.
Союз исключает какие-либо таможенные ограничения при пересечении товарами границы Турецкой республики с государствами ЕС. Таможенный союз в его нынешнем виде не охватывает такие важные сферы экономики, как сельское хозяйство (к которым применяются двусторонние торговые льготы), услуги или государственные закупки.
В 1996 году между Турцией и Европейским союзом была создана зона свободной торговли для продукции, охватываемой Европейским сообществом угля и стали. Решение 1/98 Совета Ассоциации регулирует торговлю сельскохозяйственной продукцией между странами. В дополнение к обеспечению общего таможенного регулирования, Таможенный союз предусматривает, что Турция должна привести своё законодательство в нескольких ключевых областях экономики в соответствие с правовой концепцией ЕС «Acquis communautaire» — особенно в отношении промышленных стандартов.

## Влияние на экономику Турции
Основной экспорт Турции в ЕС и импорт из ЕС является преимущественно промышленным: до 95 % от всего импорта и экспорта. С 1996 года валовой внутренний продукт Турции увеличился в 4 раза, что делает страну одной из самых быстрорастущих экономик мира. Однако в то же время (в период 1995—2008 годов) дефицит внешней торговли Турции со странами ЕС увеличился в 2 раза — и в 6 раз, с невходящими в ЕС странами остального мира. Таможенный союз считается важным фактором, приведшим к обоим этим событиям. Некоторые эксперты указали на «порочный круг», в котором прибыль, полученная от импорта, используется для покупки сырья и сборных деталей в Европе: по их мнению, это показывает, что Турция зависит от европейского сырья и комплектующих.
Некоторые из комментаторов даже утверждали, что сам договор о Таможенном союзе похож на договор о капитуляции Османской империи после Первой мировой войны: он также давал экономические и политические полномочия «союзу» (Антанте, в данном случае — ЕС), в котором подписавшая сторона (Османская империя, сегодня — Турция) не являлась членом. В частности, критики отмечали, что Турция, приняв протокол таможенного союза, давала ЕС право «манипулировать» внешнеэкономическими отношениями государства; страна также соглашалась по умолчанию на все соглашения между ЕС и любой страной вне ЕС (то есть — со всеми остальными странами мира; 16-я и 55-я статьи договора). Турция, вступив в Таможенный союз, соглашалась не заключать никаких договоров с какой-либо страной, не входящей в ЕС, без ведома европейской организации: в противном случае ЕС имел бы право вмешиваться в подобные соглашения и аннулировать их (56-я статья).
Особо отмечалось, что, войдя в союз, Турция соглашалась полностью подчиняться всем законам и решениям Европейского Суда, в котором не было и нет ни единого турецкого судьи.
Турция открыла свой рынок для европейских товаров. Внутренним производителям страны, особенно в первое время, было крайне трудно конкурировать с Европой из-за разницы в качестве продукции. А сами европейские товары поступали в страну без какой-либо таможенной пошлины.
Поскольку Турция находится в таможенном союзе с ЕС, она должна скорректировать свои тарифы и пошлины в соответствии с требованиями европейского законодательства. Однако, соглашения о свободной торговле (FTA), подписанные самим ЕС, не распространяются на Турцию — поэтому партнеры ЕС по FTA могут экспортировать свои товары в Турцию без пошлины, сохраняя при этом тарифы на турецкие товары у себя.
В ходе переговоров по Трансатлантическому торгово-инвестиционному партнерству (TPIP), Турция подняла вопрос о выходе из Таможенного союза из-за ожидаемого экономического спада, который начнётся в стране, если американские товары начнут поступать в республику безпошлинно. В данном случае, турецкие товары также будут по-прежнему сталкиваться с американскими тарифами. В результате, ЕС и Турция ведут сложные переговоры о внесении изменений в само соглашение о союзе — с целью включения Турции в нынешние и будущие европейские соглашения.

## Полноправное членство в Европейском союзе
Турция была ассоциированным членом Европейского сообщества (ЕС) с 1964 года — после подписания в 1963 году Анкарского соглашения с Европейским экономическим сообществом. 14 апреля 1987 года Турция подала заявку на полноправное членство.
Решение рассмотреть турецкую заявку было отложено до 1993 года, потому что Европейское сообщество находилось в процессе становления нового, более тесного политически и экономически, Европейского союза. Распад Советского Союза и воссоединение Германии ещё более задержали решение о членстве Турции в ЕС.
На саммите в Хельсинки в декабре 1999 года Турция получила статус страны-кандидата. В конце 2004 года Европейская комиссия опубликовала доклад с положительными рекомендациями для Европейского совета, указав степень соответствия Турции политических критериям для вступления. Исходя из этого, 3 октября 2005 года Европейский совет принял решение начать переговоры о вступлении Турции.

## Евро-средиземноморская зона свободной торговли
Кроме того, Турция также является членом Евро-средиземноморского партнёрства и поэтому заинтересована в заключении соглашений о свободной торговле со всеми другими средиземноморскими партнерами — с конечной целью в создании Евро-средиземноморской зоны свободной торговли, которая изначально планировалась на 2010 год.